# Свети Димитър (Панчарево)
„Свети Димитър“ (на македонска литературна норма: „Свети Димитар“, „Свети Димитриј“) е възрожденска православна църква в малешевското село Панчарево, Северна Македония. Част е от Струмишката епархия на Македонската православна църква – Охридска архиепископия.
Църквата е разположена в махалата Филиповци. Във вътрешността има красив възрожденски изрисуван иконостас. Колоните, амвонът, и парапетът на женската църква на запад също са изписани. В църквата работи струмишкият зограф Григорий Пецанов.